# Pierre van Stern
Pierre van Stern (1629-1686) est un carme déchaux d'origine hollandaise, actif dans les Pays-Bas méridionaux sous le nom d'Hermann de Saint-Norbert, législateur de la congrégation des Maricoles, et auteur d'ouvrages portant sur le perfectionnement spirituel et moral.

## Biographie

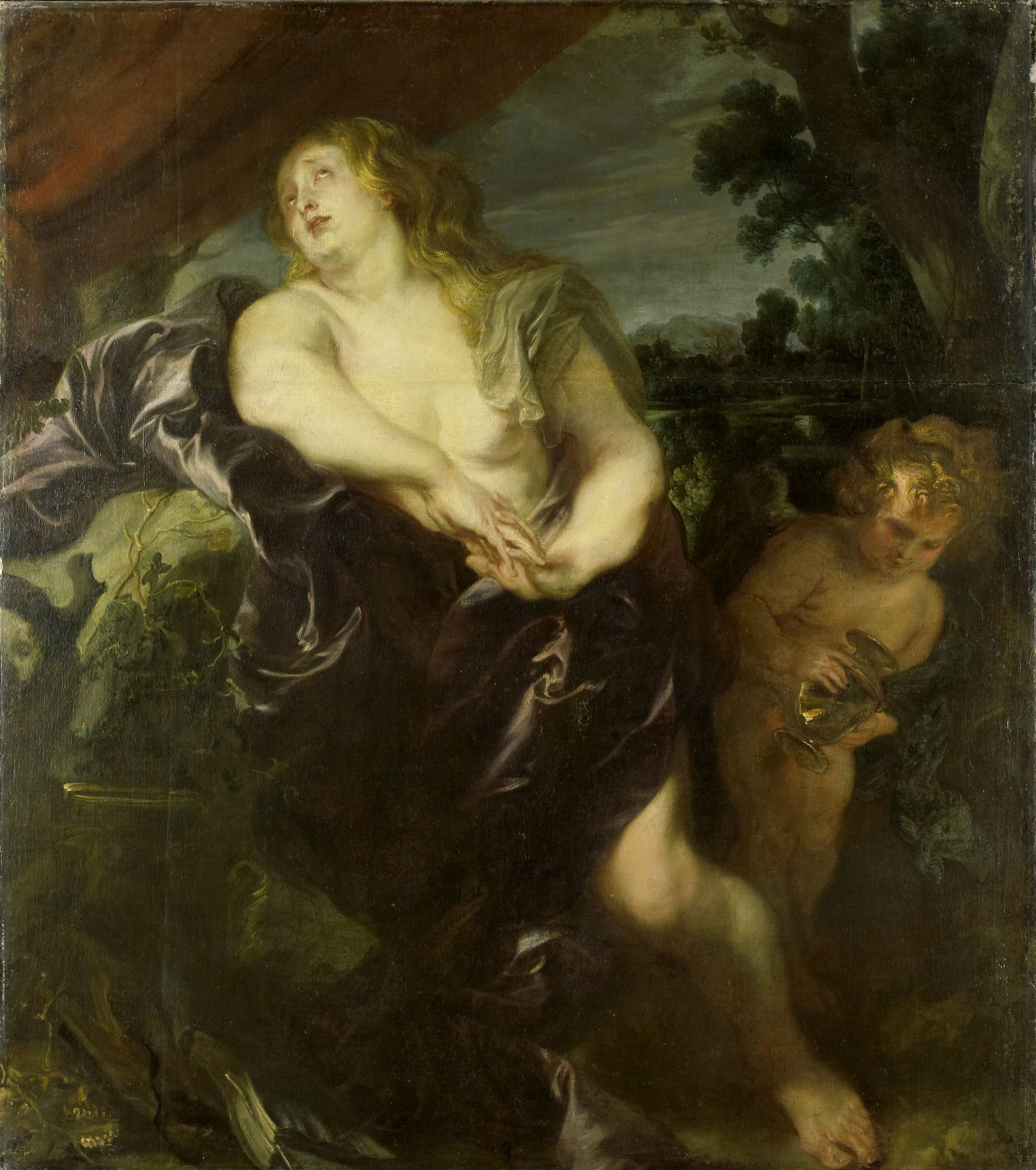
Marie-Madeleine, figure allégorique du perfectionnement religieux au XVIIe siècle (par Anton van Dyck)

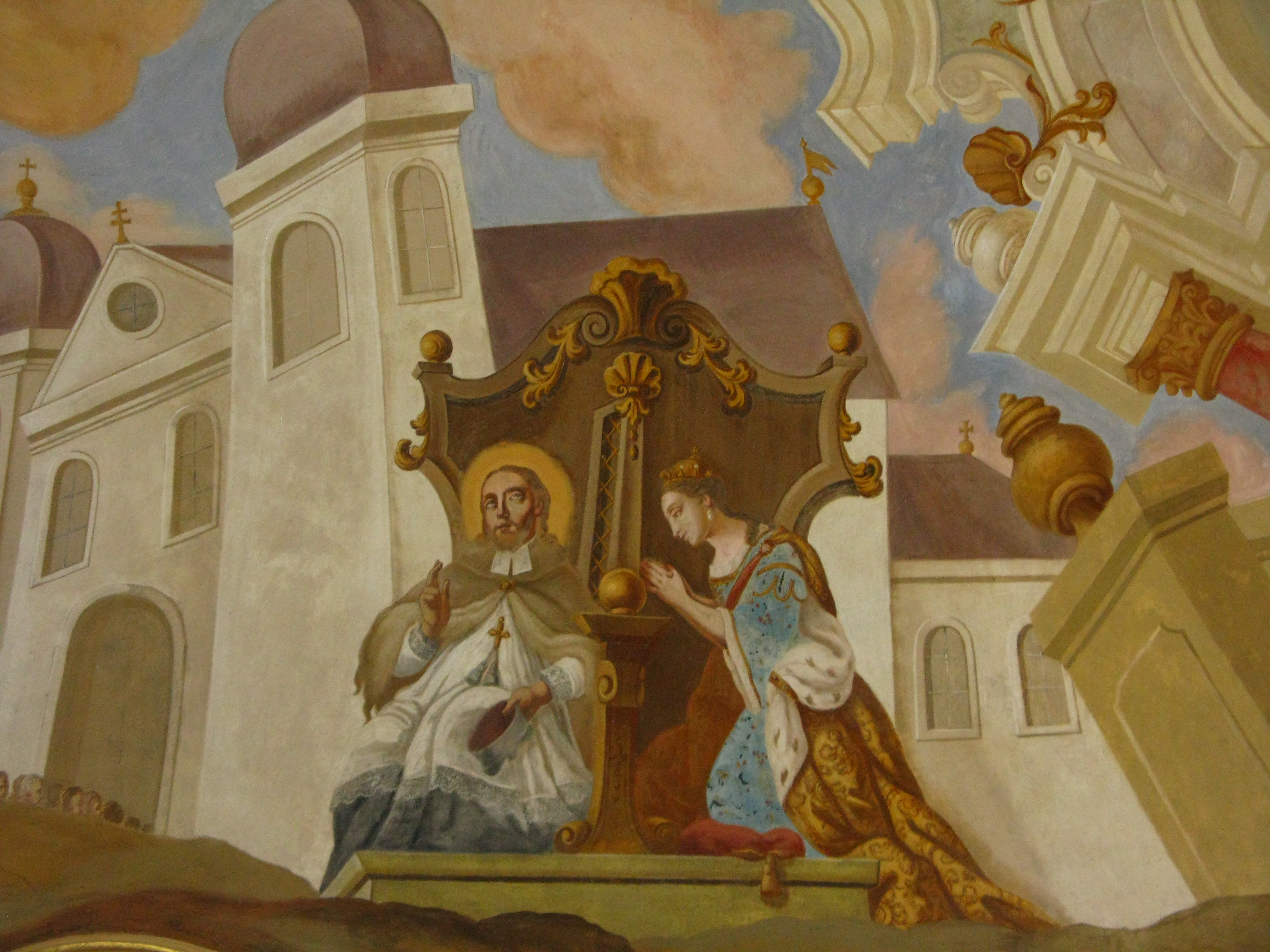
Scène de direction spirituelle sous l'Ancien Régime (Autriche)

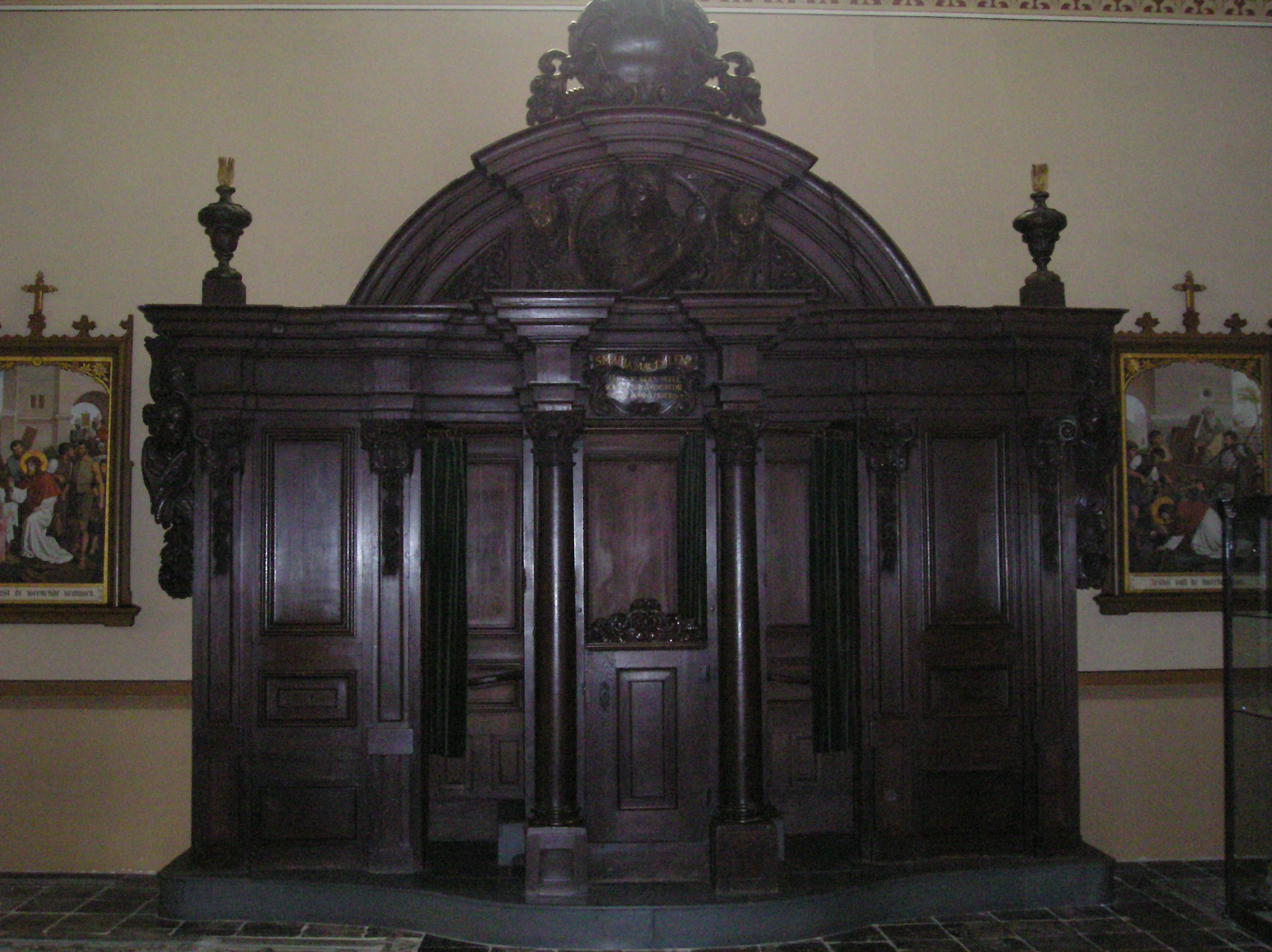
Un confessionnal caractéristique de la Contre-réforme (Pays-Bas)

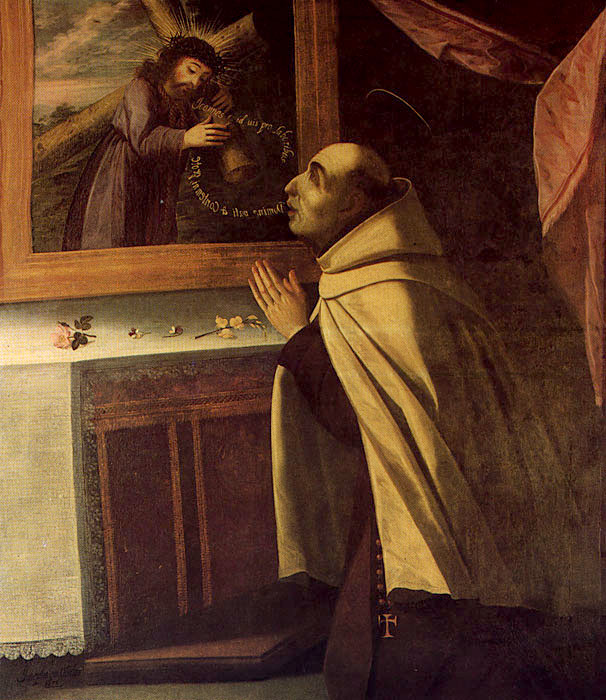
Jean de la Croix (par Josefa de Obidos)

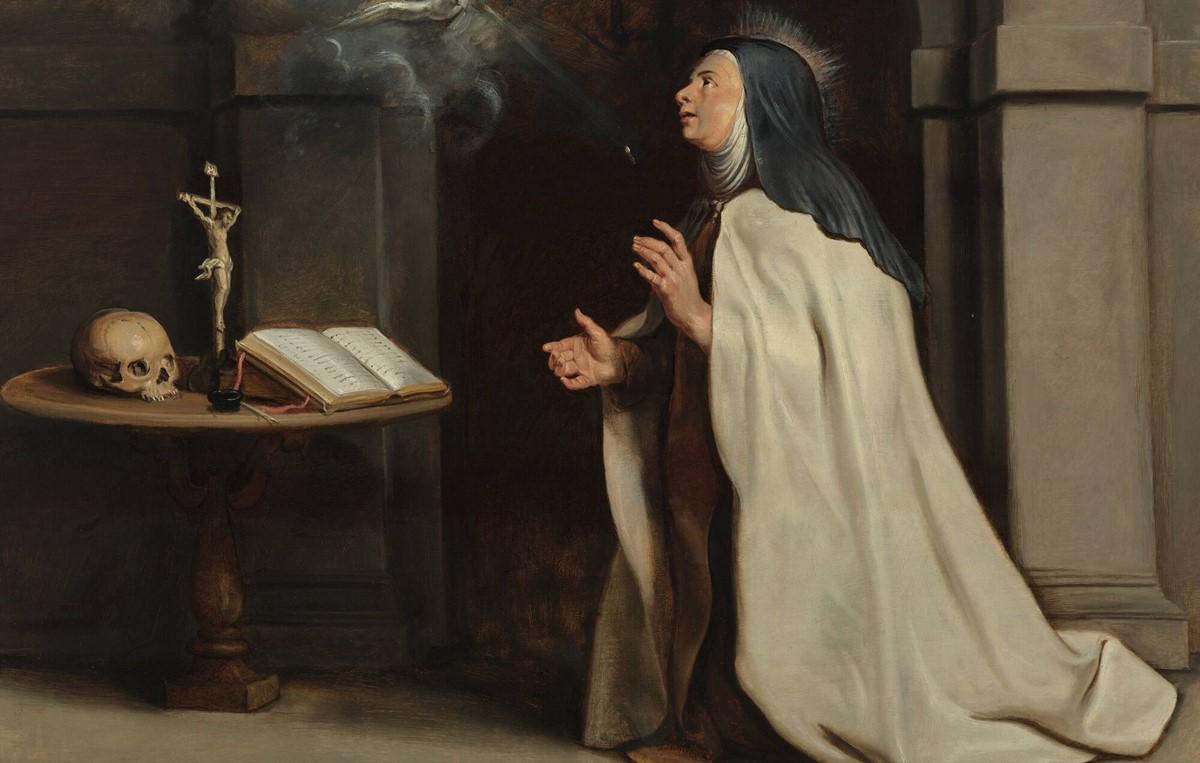
Thérèse d'Avila (par Rubens)

Pierre van Stern est né à Edam (Pays-Bas) en 1629. Entré chez les carmes déchaussés de la province flandro-belge (c.à.d. néerlandophone), il y fait profession, le 23 avril 1651, sous le nom d'Hermann de Saint-Norbert. Vers 1663, c'est sur son impulsion que la béguine Anna Puttemans entame, avec six compagnes, à Termonde, une nouvelle forme de vie religieuse, qui donnera naissance à la congrégation des Maricoles (contraction de Mariam Colentes : étymologiquement celles qui rendent un culte à Marie). Hermann rédigera pour elles une Règle, en s'inspirant de la doctrine spirituelle de sainte Thérèse d'Avila, dont il a par ailleurs traduit une série de méditations en néerlandais (De Seventien Minne-duchten). À l'instar des béguines, les Maricoles ne prononçaient que des vœux simples. Se consacrant à l'instruction des jeunes filles pauvres, elles laisseront leur nom aux Marolles, l'un des quartiers les plus populaires de Bruxelles, où elles s'étaient installées aux environs de 1660, rue de Montserrat. Après avoir exercé des charges importantes dans son Ordre, Hermann décède, alors qu'il se trouvait à la tête de la mission initiée par son confrère Pierre de la Mère de Dieu (Abraham Bertuis), à Leyde, le 3 mars 1686.

## Postérité
Directeur spirituel et confesseur, Hermann s'intéresse avant tout au perfectionnement moral des baptisés, et plus particulièrement des consacrés. Outre la Règle des Maricolles (Humilis et libera familia Maricolarum), il rédige ainsi une anthologie d'auteurs anciens et récents à propos de l'observance religieuse (Religiosarum legum observantia debita). Il fait également l'apologie de la confession fréquente à travers un ouvrage intitulé Via Media confessorium, où il recommande aux confesseurs le juste milieu dans l'administration de l'absolution. L'essentiel de sa réflexion éthico-spirituelle se trouve cependant contenu dans les deux volumes du Cibus solidus perfectorum, publié à Anvers en 1670. Dès 1669, les thèses de cet ouvrage avaient été combattues dans une soutenance publique. Elles seront ensuite attaquées par le franciscain Boniface Maes dans un Consolatorium piorum, édité à Gand en 1672, auquel Hermann ripostera, la même année, dans une Responsio brevis. De son copieux livre, il a tiré une courte synthèse en néerlandais, sous le titre Het weinigh bekent broederschap, qui connaîtra plusieurs éditions à partir de 1671. En 1730, le carme espagnol Joseph du Saint-Esprit reprendra l'enseignement d'Hermann, et lui appliquera un examen plus approfondi.

## Spiritualité
La fraternité (broederschap) dont traite l'auteur, c'est l'union de tous les baptisés dans le Christ. Or, la participation à ce mystère exige une abnégation totale, qui comporte trois degrés. Au premier degré se trouve la nécessaire abnégation de base : inspirés par la crainte de Dieu, les baptisés doivent observer les commandements. Au deuxième degré, l'abnégation religieuse (kloosterijcke) ou spirituelle imparfaite : animés par l'esprit, les consacrés choisissent de suivre les conseils évangéliques. Au troisième degré culmine l'abnégation spirituelle parfaite : portées par l'amour, les âmes d'élite ont épousé la volonté de Dieu et, comme elles ne veulent pas en être séparées par la moindre imperfection, cherchent toujours à réaliser ce qu'il y a de plus parfait. Si le baptême constitue une invitation à franchir les deux premiers degrés pour atteindre le troisième, il n'en reste pas moins que ce système pose un certain nombre de questions, qui ont donné lieu à la controverse, et trahissent la difficulté de la Contre-Réforme à mener de front apostolat des masses et pastorale élitiste. 
Hermann prend soin d'établir que ce n'est le plus parfait en soi qui est recherché, mais bien le plus parfait concret, c'est-à-dire de ce que Dieu désire pour tel individu. Le moraliste est cependant moins clair quand il s'agit de déterminer si tout manquement à cette recherche constitue un péché véniel. Il évoque, en effet, les imperfections commises par les âmes tièdes, qui ne poursuivent que la réalisation de leur volonté, mais insiste également sur le fait que l'obligation porte uniquement sur ce que l'on se représente comme étant le plus parfait. Marquée à la fois par l'individualisme et le militantisme, ce genre de réflexion encore si l'on envisage de se lier par un vœu à la recherche du plus parfait. Ici, Hermann se montre prudent : il pose en priorité la nécessité de garder une certaine liberté intérieure (sans quoi l'on finirait par se tourmenter à chaque instant dans le choix du meilleur) et préconise de réserver ce vœu à un nombre restreint de parfaits, comme Thérèse d'Avila, dont l'exemple avait servi de point de départ à la discussion. Mais surtout, il déconseille de former le vœu d'accomplir le plus parfait selon le mode le plus parfait, en même temps qu'il souligne l'importance d'un directeur spirituel éclairé, auquel il convient d'obéir de manière inconditionnelle.

### Œuvres
- Cibus solidus perfectorum sive de proposito et voto seraphica S. M. N. Theresiae faciendi semper quidquid intelligeret esse perfectum, Anvers, 1670.
- Het weinigh bekent broederschap vanden Sone Godts ofte vande volmaeckte verboogeninge, Anvers, 1671, 1672, 1679; Gand, s. d.
- Responsio brevis ad aliquam doctrinam libelli cui titulus Consolatorum piorum, Anvers, 1672.
- Via media confessorium in danda vel neganda absolutione sacramentali peccatorum tam venialium quam mortalium, Louvain, 1675; Cologne, 1679.
- Humilis et libera familia Maricolarum, vulgo Marollarum, sive tractatus explicans intium et finem sive scopum institutionis praedictae familiae, Bruxelles, 1678.
- De Seventien Minne-duchten ofte Meditatien vande H. Moeder Teresia, Cologne, 1678.
- Religiosarum legum observantia debita, sive sacrum collyrium ad legem sanctitatem intelligendam, Cologne, 1681.

### Études
- A. De Sutter, « Hermann de Saint-Norbert », Dictionnaire de spiritualité ascétique et mystique, Paris, Beauchesne, t. VII, 1re partie,‎ 1969, p. 298-300.